# Paper moneda de la Generalitat de Catalunya
El paper moneda de la Generalitat de Catalunya és l'emissió de bitllets que va fer aquest organisme per les circumstàncies especials de la Guerra civil espanyola els anys que van de 1936 a 1938.
La gran escassedat de moneda fraccionària motivada pel fet de l'atresorament de monedes de plata per part dels particulars (com a moneda refugi), agreujada pel fet que la mateixa Generalitat retirava de la circulació les monedes de plata que li arribaven per tal d'utilitzar-les en compres a l'estranger, van afectar l'activitat econòmica i financera de Catalunya.
Segons un decret del 21 setembre 1936, la Conselleria d'Economia de la Generalitat de Catalunya dirigida en aquells mesos per Josep Tarradellas i Joan creà el Paper Moneda Nacional Català de curs legal a tot Catalunya, amb la mateixa consideració i poder alliberador que els bitllets del Banc d'Espanya.
Es projectaren i es feren proves de color i disseny de bitllets des de 1000 pessetes fins als d'una pesseta, però finalment no se'n va emetre cap més que els de 10, 5 i 2,5 pessetes que no van resoldre el problema de la manca d'efectiu fraccionari. S'ha de tenir en compte que el 1936 el sou mitjà d'un treballador era de 8 a 12 pessetes al dia i els cèntims s'utilitzaven molt. Per això, a banda del paper moneda de la Generalitat, els comerços i botigues emeteren vals i bons per al canvi i finalment també els ajuntaments (tant a Catalunya com al País Valencià i Menorca) foren autoritzats per l'emissió de moneda.
El disseny es va encarregar a l'artista noucentista Josep Obiols i es van imprimir a l'Institut Gràfic Oliva de Vilanova i la Geltrú amb paper de seguretat especial amb marques d'aigua. Josep Obiols, que ja havia acceptat abans encàrrecs per a institucions cíviques i polítiques del país, va dissenyar també els bitllets de Viladrau. A l'anvers dels tres bitllets es va disposar l'escut de Catalunya amb una espiga de blat i un martell, com a al·legories de l'agricultura i de la indústria, amb una corona de branques de llorer i de roure al costat esquerre, que es repetia al revers. Al mig de la corona, es podia veure la marca d'aigua que consistia en un cap masculí d'estil clàssic. Al revers, en canvi, cada bitllet tenia un disseny diferenciat: el de 10 pessetes, imprès en dos tons de verd, presentava barques de pesca al·ludint a la vocació marinera de Catalunya; el de 5 pessetes, en dos tons de marró, un feix de fusells i una cinta de metralladora simbolitzant la guerra, amb un obrer amb una clau fixa sobre un fons de fàbriques i un camperol amb una garba de blat sota el braç sobre un fons d'espigues; i el de 2,50 pessetes, en dos tons de gris, la reproducció de l'escultura El forjador de Josep Llimona, del 1914, amb unes fàbriques amb xemeneies fumejants al fons, simbolitzant la indústria i el progrés.
El 1938 el govern de la República prohibí l'emissió d'aquest tipus de moneda, en tant que s'havia fet sense comptar amb el Banc d'Espanya, i durant el mateix any foren retirades de la circulació.
Conserven paper moneda emès per la Generalitat de Catalunya durant la Guerra Civil el Museu d'Història de Catalunya, el Museu Nacional d'Art de Catalunya i la Universitat de Barcelona.